# Orgue de la Parròquia de Sant Francesc de Paula
L'Orgue de la Parròquia de Sant Francesc de Paula està situat dins l'església parroquial de Sant Francesc de Paula de Palma, en el carrer General Riera de la ciutat de Palma. És un orgue que es va construir a principis del segle XX a Mallorca.

## Història
Originalment, aquest orgue es va construir per a la capella del Seminari Vell de Mallorca. Els encarregats de construir l'instrument foren el professor del seminari mossèn Mateu Bosch i el fuster Bartomeu Martí. L'orgue es va començar a construir l'any 1928 i comptava amb sistema mecanitzat. No obstant, l'any 1929, mossèn Bosch va visitar l'exposició universal de Barcelona, on va descobrir l'orgue Walker del Palau de Montjuïc. Aquest orgue comptava amb un sistema elèctric, el qual millorava el sistema mecanitzat. Al descobrir el sistema elèctric, Bosch va parlar amb Bartomeu Martí per a que no seguís construint varillatges mecànics dins l'orgue del Seminari Vell. Bosch va substituir els varillatges per electroimants que afavorien i feien funcionar el sistema elèctric. Definitivament, l'orgue del Seminari Vell es va inaugurar el 13 de juny de 1930. Durant vint-i-sis anys l'orgue va funcionar sense cap tipus de problema. Malgrat tot, l'any 1956, coincidint amb el trasllat dels seminaristes al Seminari Nou, va deixar de funcionar.
L'octubre de l'any 1988 l'orgue es va traslladar del Seminari Vell cap a la Parròquia de Sant Francesc de Paula, per iniciativa del bisbat de Mallorca. El traslladament i el muntatge a la nova llar el va dur a terme l'organer Antonio Azpiazu. Es va inaugurar el 28 de març de 1990, aprofitant el 25è aniversari de la creació de la parròquia. Dos anys després, l'any 1992, l'orgue es va tornar a muntar i desmuntar per Antoni Mulet, qui el va tornar a afinar.

## Actualitat
L'orgue avui en dia està en bon estat. La seva funcionalitat és correcta i de tant en tant el tornen a afinar o li realitzen una revisió de manteniment. Cal remarcar que la seva afinació és de La= 440. Està situat en el mateix lloc que el primer dia, quan el portaren del Seminari Vell. La seva situació és a l'esquerra del presbiteri.

## Descripció de la consola
L'orgue té dos teclats formats per 56 notes (C-g''') i també consta d'un pedaler de 30 notes (F-f'). Respecte als seus teclats i registres consta d'aquests:

| Manual I        | Manual II     |
| --------------- | ------------- |
| Flautat 8'      | Bordó 8'      |
| F. harmònica 8' | Gamba 8'      |
| Octava 4'       | Celeste 8'    |
| Quinzena 2'     | Tapadito 4'   |
| Lleno 3h.       | Nasardo 2 2/3 |
| Trompeta 8'     | Oboè 8'       |

El pedaler incorpora també una sèrie d'acoblaments:
| Pedal       | Acoblaments                                                 |
| ----------- | ----------------------------------------------------------- |
| Subbajo 16' | I/Ped., II/Ped., II/I                                       |
| Violón 8'   | O.G. II/I., O.A. II/I                                       |
| Tapado 4'   | O.A.I., Trèmolo. Expresión. Combi. Comb. fixa 1 i 2. Tutti. |